# فرهادلو (کلیبر)
فرهادلو یکی از روستاهای استان آذربایجان شرقی است که در دهستان مولان بخش مرکزی شهرستان کلیبر واقع شده‌است.